# Judit Ágoston-Mendelényi
Pour les articles homonymes, voir Ágoston.
Dans le nom hongrois Ágoston-Mendelényi Judit, le nom de famille précède le prénom, mais cet article utilise l’ordre habituel en français Judit Ágoston-Mendelényi, où le prénom précède le nom.
Judit Ágoston-Mendelényi (21 janvier 1937 - 12 mai 2013) est une escrimeuse hongroise.
Elle remporte la médaille d'or aux Jeux olympiques de 1964 avec l'équipe féminine de fleuret hongroise.
Elle est médaillée d'argent en fleuret par équipe aux mondiaux de 1961 et aux mondiaux de 1971 et médaillée de bronze en fleuret par équipe aux mondiaux de 1969.